# (7518) 1989 FG
1989 أف جي (ويعرف أيضًا باسم (7518) 1989 أف جي وفق تسمية الكوكب الصغير) (بالإنجليزية: 1989 FG)‏ هو كويكب ضمن حزام الكويكبات؛ وترتيبه 7518 من حيث الاكتشاف.
اكتُشف هذا الجُرم الفلكي بواسطة Toshimasa Furuta ‏ في 29 مارس 1989.

## وصلات خارجية
- (7518) 1989 FG في قاعدة بيانات مختبر الدفع النفاث لأجرام النظام الشمسي الصغيرة

- الاكتشاف · مخطط المدار ·  العناصر المدارية · المعلمات المادية

- (7518) 1989 FG على موقع ويكي سكاي: DSS2, SDSS, GALEX, IRAS, Hydrogen α, X-Ray, Astrophoto, Sky Map, Articles and images